# (11435) 1931 UB
1931 يو بي (ويعرف أيضًا باسم (11435) 1931 يو بي وفق تسمية الكوكب الصغير) (بالإنجليزية: 1931 UB) هو كويكب ضمن حزام الكويكبات؛ وترتيبه 11435 من حيث الاكتشاف.
اكتُشف هذا الجُرم الفلكي بواسطة كارل فيلهلم راينموت في 17 أكتوبر 1931.

## وصلات خارجية
- (11435) 1931 UB في قاعدة بيانات مختبر الدفع النفاث لأجرام النظام الشمسي الصغيرة

- الاكتشاف · مخطط المدار ·  العناصر المدارية · المعلمات المادية

- (11435) 1931 UB على موقع ويكي سكاي: DSS2, SDSS, GALEX, IRAS, Hydrogen α, X-Ray, Astrophoto, Sky Map, Articles and images